# Franz Pfeffer (Diplomat)
Franz Pfeffer (* 15. Januar 1926 in Koblenz; † 27. Januar 2022) war ein deutscher Jurist, Verwaltungsbeamter und Diplomat.

## Leben
Franz Pfeffer studierte Rechtswissenschaften und Geschichte in Deutschland, Frankreich und den USA. 1953 wurde er mit der Arbeit „Die Aktion der USA in Korea und das Problem der Entscheidung über Krieg und Frieden in der amerikanischen Verfassungsgeschichte“ an der Rheinischen Friedrich-Wilhelms-Universität Bonn zum Dr. phil. promoviert.
Er trat 1954 in den Auswärtigen Dienst der Bundesrepublik Deutschland ein und war von 1954 bis 1981 auf Inlands- und Auslandsposten in New York, Rom und Brüssel eingesetzt. Er war unter anderem als Leiter des Referates „Atlantisches Bündnis und Verteidigung“ und der Unterabteilung West tätig. Von 1981 bis 1985 war er Politischer Direktor des Auswärtigen Amtes.
Franz Pfeffer war von 1985 bis 1987 Botschafter in Warschau, Polen, und anschließend als Nachfolger von Franz Jochen Schoeller bis 1991 Botschafter in Paris, Frankreich.
1991 wurde er Vorsitzender des Aufsichtsrats der Gaz de France Deutschland. Er war Vorstandsmitglied der Deutsch-französischen Gesellschaft für Wissenschaft und Technologie.
2006 veröffentlichte Pfeffer mit dem Buch „Ein Amt und eine Meinung. Botschafter in Polen und Frankreich“ ein vielbeachtetes Werk über seine Zeit als Botschafter im weltpolitischen Umbruch der 1980/1990er Jahre, der zur Beendigung des Kalten Krieges, zur Auflösung des sowjetischen Machtbereichs und zur Deutschen Wiedervereinigung führte.
Pfeffer starb am 27. Januar 2022 im Alter von 96 Jahren.

## Ehrungen und Auszeichnungen
- Großoffizier des Ordens des Infanten Dom Henrique (1978)
- Großes Verdienstkreuz des Verdienstordens der Bundesrepublik Deutschland (1988)
- Großoffizier der Ehrenlegion
- Knight Commander des Order of St. Michael and St. George (KCMG)
- Großoffizier (Grande Ufficiale) des Verdienstordens der Italienischen Republik (1982)
- Komtur des Päpstlichen Ritterordens vom heiligen Gregor dem Großen (Gregoriusorden)
- Kommandeur des Ordre des Palmes Académiques
- Verschiedene Auszeichnungen in Spanien, Niederlande, Portugal, Österreich, Luxemburg und Finnland

## Schriften
- Ein Amt und eine Meinung. Botschafter in Polen und Frankreich. Societäts-Verlag, Frankfurt am Main 2006, ISBN 3-7973-0984-8.